# Cour constitutionnelle de la République slovaque
Pour les articles homonymes, voir Cour constitutionnelle.

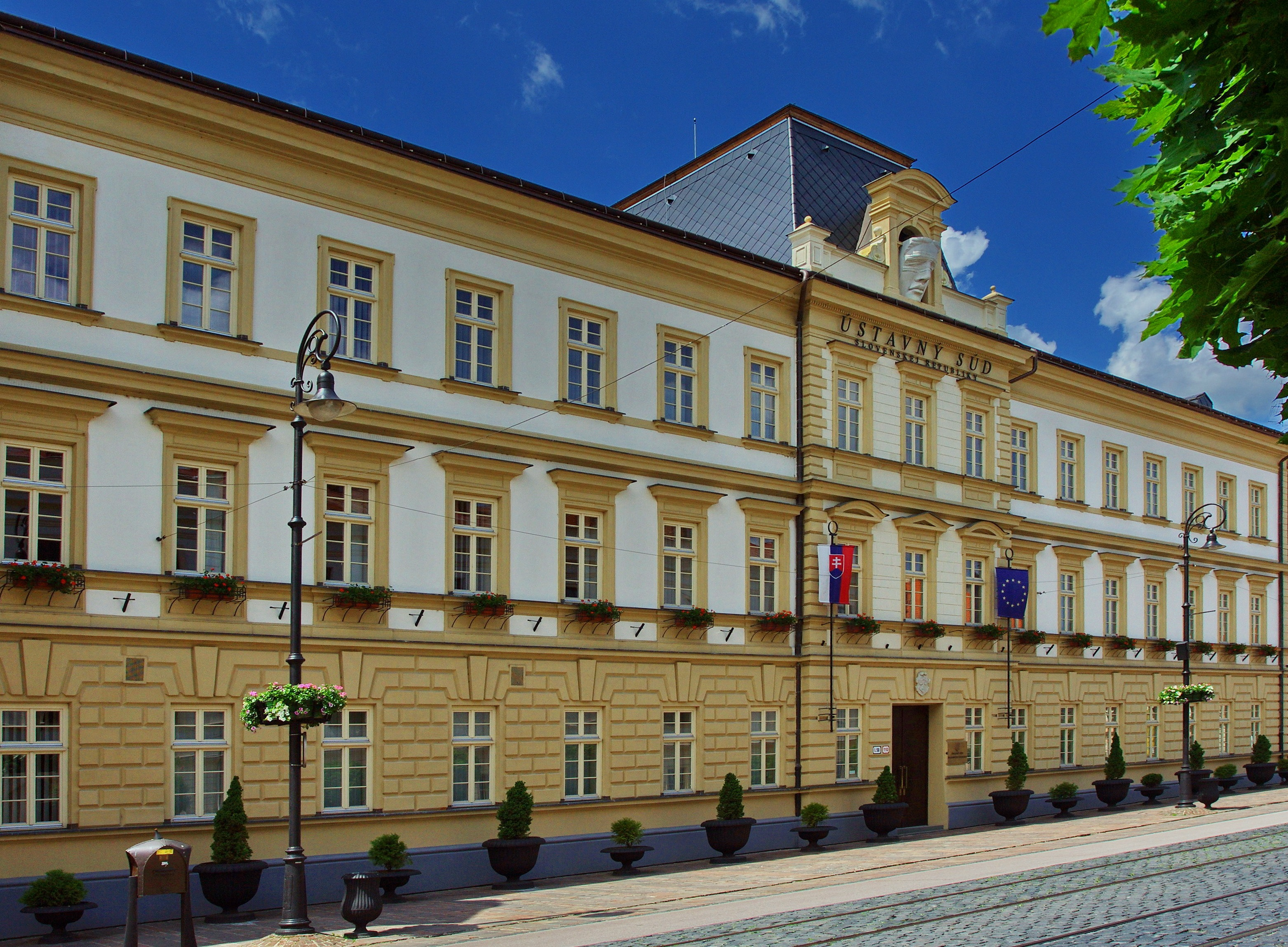
Vue de face du bâtiment de la Cour constitutionnelle de la République Slovaque.

La Cour constitutionnelle de la République slovaque (en slovaque : Ústavný súd Slovenskej republiky) est un tribunal spécial établi par la Constitution de la Slovaquie. Son siège est à Košice en Slovaquie orientale. Elle est dirigée par Ivetta Macejková (sk) depuis 2007.

## Tâches
Les rôles de la Cour et ses juges sont régis par la Constitution slovaque (plus précisément, le chapitre sept, première partie). Elle statue sur la compatibilité des lois, décrets (soit par le gouvernement ou les organes administratifs locaux) et les règlements juridiques (délivré par l'administration de l'état, les administrations locales ou résultant de traités internationaux) avec la Constitution. Il se prononce également sur les litiges entre les organes de l'administration publique, sauf si la loi précise que ces litiges sont tranchés par un autre état du corps, les plaintes contre les décisions juridiquement valables des organismes d'État, les élections, les référendums, etc.
La Cour constitutionnelle est le seul tribunal qui peut engager des poursuites contre le président de la République en exercice.